# Darren Matthews
Darren Kenneth Matthews (født 10. maj 1968), også kendt under ringnavnet William Regal er en britisk wrestler, der i øjeblikket arbejder på RAW-brandet i World Wrestling Entertainment. 
Matthews startede med at wrestle rundt omkring i England og begyndte senere også at wrestle i bl.a. Tyskland og Sydafrika. I 1993 blev han kontaktet af World Championship Wrestling, hvor han under ringnavnet Lord Steven Regal formåede at vinde WCW World Television Championship fire gange. I 2000 skrev han kontrakt med World Wrestling Federation, hvor han siden da bl.a. har været ansat som General Manager på RAW og vundet King of the Ring-turneringen i 2008. I WWF arbejder han under ringnavnet William Regal. 
I sin karriere har Matthews vundet mere end 60 titler verden over. Han har desuden været igennem flere problemer med stoffer og haft en alvorlig hjertesygdom. Han har skrevet selvbiografien Walking a Golden Mile.